# メリー・ホプキン
メリー・ホプキン（英語: Mary Hopkin、1950年5月3日 - ）は、ウェールズ出身の女性シンガーソングライター。
1968年、ポール・マッカートニーのプロデュースによるシングル「悲しき天使」でデビュー。1970年代前半まで主に活躍。トニー・ヴィスコンティとの結婚を機にセミリタイアしていたが、1980年代に本格復帰した。以来、40年以上に渡り活動している。

## 略歴
ウェールズのポントアルダウエ（Pontardawe）に生まれ、ウェールズ語を母語に育つ。メジャー・デビューする前はフォーク・グループ「ザ・セルビー・セット・アンド・メリー」のメンバーとして活動していた。ウェールズ語のレコードを地元のレコード会社、カンブリアンからいくつか出している。
グループが解散してしばらくしたのち、ホプキンのエージェントがタレント登竜門のテレビ番組として知られた『オポチュニティ・ノックス』に応募。ホプキンは合格し、1968年5月5日放送の回に出演。「ターン・ターン・ターン」を弾き語りした。これを見たツイッギーがポール・マッカートニーに推薦し、ホプキンはビートルズのアップル・レコードの第1号アーティストしてデビューすることとなった。マッカートニーがプロデュースしたシングル「悲しき天使」は、1968年8月30日にイギリスで発表され、サンディ・ショーと競作する格好となったが、ホプキンによるカバー・バージョンが全英シングルチャートの首位を獲得。全英アルバムチャートで最高位3位を獲得。
1969年1月30日から2月1日にかけて開催された第19回サンレモ音楽祭に出場し、カンツォーネの「瞳はるかに」を歌った。同曲は2位を獲得した。
同年2月21日、マッカートニーのプロデュースによる1作目のアルバム『ポスト・カード』を発表。アルバム・セッションに参加したドノヴァンから3曲をカヴァーしているほか、ジョージ・マーティンやハリー・ニルソンの作品も1曲ずつカバーしている。
同年3月28日、レノン＝マッカートニー作詞・作曲（実際はマッカートニー単独の作品）の「グッドバイ」を2作目のシングルとして発表し、全英シングルチャートで第2位に輝いた。ホプキンは、自身を「女性ポップ歌手」と位置づけられることに不快感を示していたことから、同作をマッカートニーが（ホプキンの）キャリアのマイクロマネジメントをやめることを約束する曲と解釈した。この時点で、ホプキンはマネージャーであるテリー・ドランに不満を表明。
3作目のシングルとなった「夢みる港」は、フィラモア・リンカーンの曲をリアレンジした楽曲。初めてマッカートニーがプロデュースを手がけていないホプキンのシングルで、1970年1月16日に発売された後、イギリスで最高位6位、カナダで最高位42位を獲得した。同年に発表されたラダ・クリシュナ・テンプルの楽曲「ゴビンダ」にコーラスで参加。
1970年3月、4作目のシングル「しあわせの扉」を発表し、再び全英シングルチャート第2位を獲得。同年、英国を代表してユーロビジョン・ソング・コンテストに出場した。アイルランドの歌手ダナに敗れるも同曲によって第2位を獲得した。同年7月に来日して大阪万博にも出場。
1971年には、2作目のアルバム『大地の歌』を発表。メジャーデビュー以前の音楽性であったブリティッシュ・フォークの香りが漂う作品となり、当人もこのアルバムで、メジャーデビュー後初めて自らの音楽性との合致点を見いだしたという。同年、「大地の歌」をプロデュースしたトニー・ヴィスコンティと結婚してからは音楽界を引退し主婦業に専念していたが、バート・ヤンシュの『ムーンシャイン』（1973年）、デヴィッド・ボウイの『ロウ』（1977年）といった、夫ヴィスコンティが関与したアルバムのレコーディングに参加したこともある。

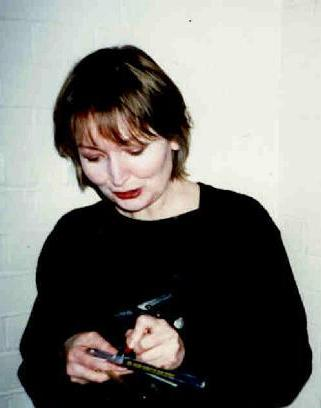
現役復帰した頃（1982年）

1981年にヴィスコンティと離婚。なお、ヴィスコンティとの間に生まれた娘ジェシカ・リー・モーガンは、2010年に歌手デビューしている。1984年シンガーソングライターPeter Skellern、チェリストJulian Lloyd Webber達とOasisというバンドを結成、同名のアルバムを発表した。ヴァンゲリスによる映画『ブレードランナー』のサウンドトラックで、「Rachel's Song」を歌っている。
2000年代には、自主レーベル「メリー・ホプキン・ミュージック」（Mary Hopkin Music）を設立。カバーアートも含むセルフプロデュースに移行している。2005年には、ドリー・パートンのアルバム『Those Were the Days』にも参加。
2018年にデビュー50周年を迎えた。

## ディスコグラフィ

### シングル
| 発表       | A面 B面                                                                                                | レーベル 型番 （日本盤）           | UK Chart | JP Chart | 備考 |
| ---------- | --- | ---------------------------------- | -------- | -------- | --- |
| 1968/8/30  | 悲しき天使 Those Were The Days ターン・ターン・ターン Turn! Turn! Turn!                                | APPLE 2 （東芝 AR-2160）           | 1        | 1        | スペイン語盤: ¡Qué tiempo tan feliz! イタリア語盤: Quelli Erano Giorni ドイツ語盤: An Jenem Tag が存在した。 |
| 1969/3/28  | グッドバイ Goodbye スパロー Sparrow                                                                    | APPLE 10 （東芝 AR-2255）          | 2        |          | |
| 1969       | スパロー Aderyn llwyd 涙の教会 Y Blodyn Gwyn                                                           | Cambrian CEP703 （東芝 OR2521）    |          |          | 両面ともウェールズ語。 オデオン・レーベル。                                                                  |
| 1970/1/16  | 夢みる港 Temma Harbour 瞳はるかに Lontano Dagli Occhi                                                  | APPLE 22 （東芝 AR-2446）          | 6        |          | B面はサンレモ音楽祭参加曲                                                                                    |
| 1970/3/20  | しあわせの扉 Knock, Knock Who's There? 恋の芽ばえ I'm Going To Fall in Love Again                      | APPLE 26 （東芝 AR-503）           | 2        |          | ユーロビジョン・ソング・コンテスト2位入賞                                                                    |
| 1970/6/15  | ケ・セラ・セラ Que Sera, Sera (Whatever Will Be, Will Be) サン・エチェンヌの草原 Fields of St. Etienne | 未発売 （東芝 AR-2584）            | 未       | 18       | イギリス未発売                                                                                               |
| 1970/10/16 | 未来の子供たちのために Think About Your Children ヘリテッジ Heritage                                   | APPLE 30 （東芝 AR-2695）          | 19       |          | |
| 1970       | 愛の喜び Pleserau Serch (Plaisir D'amour) 幸せに続く道 Tyrd Yn Ol (The Coming of the Roads)            | Cambrian （東芝 OR2672）           |          |          | 両面ともウェールズ語。日本では1970年大阪万博来日記念盤として発売。                                           |
| 1971/6/18  | 私を哀しみと呼んで Let My Name Be Sorrow キューガーデン Kew Gardens                                    | APPLE 34 （東芝 AR-2843）          | 46       |          | 日本語盤、フランス語盤：Quand Je Te Regarde Vivreが存在した。                                                |
| 1971/11/39 | 水と紙と粘土 Water, Paper & Clay ジェファーソン Jefferson                                              | APPLE 34                           |          |          | |
| 1972       | サマータイム・サマータイム Summertime, Summertime スウィート&ロウ Sweet and Low                        | Bell1248 （CBSソニー BLAP23）      |          |          | ホビー・ホース名義                                                                                           |
| 1973       | メリー・ハダ・ベイビー Mary Had a Baby チェリー・トゥリー・キャロル Cherry Tree Carol                  | Regal Zonophone （東芝 EOR-10249） |          |          | |
| 1976/3/20  | 愛の賛歌 If You Love Me（Hymne à l'amour） Tell Me Now                                                 | Good Earth GD2                     | 32       |          | |
| 1977       | Wrap Me in Your Arms Just a Dreamer                                                                    | Good Earth GD11                    |          |          | |
| 1989       | アヴェ・マリア Ave Maia Intermezzo                                                                     | Trax                               |          |          | |
| 1990       | No More War Instrumental                                                                               | Treatment TR10                     |          |          | |

### アルバム
| 発表 年月日 | レーベル 型番 （日本盤）          | タイトル                                                                                    | 備考                                                                                        |
| ----------- | --------------------------------- | ------------------------------------------------------------------------------------------- | ------------------------------------------------------------------------------------------- |
| 1969        | Cambrian （東芝OP80198）          | 愛の喜び The Welsh World of Mary Hopkin (compilation)                                       | 日本では1970年大阪万博来日記念盤として発売。                                                |
| 1969/2/21   | APPLE SAPCOR5 （東芝TOCP-6892）   | ポスト・カード Post Card                                                                    | 日本初回盤のタイトルは『ファースト』                                                        |
| 1971/10/1   | APPLE SAPCOR215 （東芝TOCP-7097） | 大地の歌 Earth Song, Ocean Song                                                             |                                                                                             |
| 1972/11/24  | APPLE SAPCOR235 （東芝TOCP-8307） | ベスト・オブ Those Were The Days                                                            |                                                                                             |
| 1982        |                                   | サンダンス Sundance                                                                         | メリー・ホプキンとサンダンス名義                                                            |
| 1984        | WEA WX240372 （ワーナーPH502）    | オアシス Oasis                                                                              | オアシス名義                                                                                |
| 1989        | Trax MODCD1045                    | スピリット Spirit                                                                           | 賛美歌・鎮魂歌集。プッチーニの「ある晴れた日に」収録。Mary Hopkin Musicで再発売（MHM007）。 |
| 2005        | Mary Hopkin Music MHM001          | ライブ・アット・ザ・ロイヤル・フェスティバル・ホール Live at the Royal Festival Hall (live) | 1972年録音                                                                                  |
| 2007        | Mary Hopkin Music MHM002          | ヴァレンタイン Valentine                                                                    | 1970-80年代未発表トラック・コンピレーション。                                               |
| 2008        | Mary Hopkin Music MHM003          | リコレクション Recollections                                                                | 1970-80年代未発表トラック・コンピレーション。                                               |
| 2009        | Mary Hopkin Music MHM005          | ナウ・アンド・ゼン Now and Then                                                             | 1970-80年代未発表トラック・コンピレーション。「愛の賛歌」収録。                             |
| 2010        | Mary Hopkin Music MHM006          | ユー・ルック・ファミリアー You look familiar (arranged by Morgan Visconti)                  | 息子モーガン・ヴィスコンティとの連名作品。ボーカルに娘ジェシカが参加。                      |
| 2014        | Mary Hopkin Music MHM008          | ペインティング・バイ・ナンバーズ Painting By Numbers                                        |                                                                                             |
| 2020        | Mary Hopkin Music MHM012          | アナザー・ロード Another Road                                                               |                                                                                             |
| 2020        | Mary Hopkin Music MHM013          | ア・クリスマス・コラール A Christmas Chorale                                                | 企画盤クリスマス・アルバム                                                                  |